# Хатанга (река)
Ха́танга е река в Азиатската част на Русия, Северен Сибир, Красноярски край, Таймирски (Долгано-Ненецки) автономен окръг, вливаща се в Хатангския залив на море Лаптеви. Дължината ѝ е 227 km, а с дясната съставяща я река Котуй – 1636 km.

## Историческа справка
Първите сведения за реката идват от тунгуски народи в началото на XVII век. През 1610 г. за пръв път проникват търговци в реката от морето. През 1625 г. е създадено първото руско селище. Оттогава реката става важен път за придвижването на руснаците в Северен Сибир. През 1643 г. руският търговец на кожи Василий Сичов достига до горното течение на река Хета и се спуска по нея и по Хатанга до устието на последната. През 1934 г. е открита хидрометеорологическа станция при село Хатанга.

## Географска характеристика

### Извор, течение, устие
Река Хатанга се образува от сливането на реките Хета (604 km, лява съставяща) и Котуй (1409 km, дясна съставяща), на 1 m н.в., при село Крести в Таймирски (Долгано-Ненецки) автономен окръг, Красноярски край. По цялото си протежение Хатанга тече в североизточна посока, в централната част на Северосибирската низина през гористи и тундрови райони в широка (до 5 – 10 km) долина, с двустранна заливна тераса до 1 km, в която реката се разделя на ръкави, между които се образуват дълги и тесни острови. Влива се в югозападната част на големия Хатангски залив на море Лаптеви.

### Водосборен басейн
Водосборният басейн на Хатанга има площ от 364 хил. km2 и обхваща централните части на Северосибирската низина, източните части на планината Путорана, северните райони на Средносибирското плато и почти цялата територия на Анабарското плато. В административно отношение водосборният ѝ басейн се простира на части от териториите на Красноярски край, в т.ч. Таймирския (Долгано-Ненецки) автономен окръг и Евенкския автономен окръг и Република Якутия. В нейния басейн има около 112 хил. езера с обща площ от 11,6 хил. km2. Езерност 3,2%.
Границите на водосборния басейн на реката са следните:
- на север – водосборните басейни на реките Таймира, вливаща се в Карско море и Голяма Балахня, вливаща се в Хатангския залив на море Лаптеви;
- на изток – водосборните басейни на реките Анабар, Оленьок и Лена, вливащи се в море Лаптеви
- на юг и югозапад – водосборния басейн на река Енисей, вливаща се в Карско море;
- на запад – водосборния басейн на река Пясина, вливаща се в Карско море

### Притоци
Река Хатанга получава над 30 притока с дължина над 15 km, като 9 от тях са с дължина над 100 km:
- 227 → Хета 604 / 100 000, при село Крести
- 227 ← Котуй 1409 / 176 000, при село Крести
- 185 ← Жданиха 120 / 1080, при село Жданиха
- 161 → Новая 411 / 16 500
- 130 ← Нижная 157 / 4840
- 92 ← Лукунская 101 / 689
- 66 → Малая Балахня 173 / 4160
- 37 ← Блудная 101 / 3 930, при село Новорибная
- 28 ← Попигай 532 / 50 300

### Хидроложки показатели
Водният режим на реката се характеризира с пролетно-лятно пълноводие, когато реката все още е замръзнала. Пълноводието е от края на май до август, като максимумът е през средата юни, когато все още плават ледове по реката. Нивото на водата годишно варира до 8,5 m. През есента се наблюдава рязък спад в нивото и дебита на водата. Средният годишен отток на реката при село Хатанга е 2370 m3/s, а при устието е 3320 m3/s (максимален 18300 m3/s). Годишният обем на речния отток е 105 km3. Средната мътност на водата обикновено е по-малко от 55 g/m3. Наносите при село Хатанга обикновено са около 5,2 милиона тона годишно. Гъстота на речната мрежа 0,45 km/km2. Замръзва в края на септември или първата половина на октомври, а се размразява в първата половина на юни, като дебелината на леда достига до 1,5 – 2 m.
Средномесечен отток за 32-годишни наблюдения (в m3/s) на река Хатанга при село Хатанга:

## Селища
По брега на реката са разположени четири: Крести, Хатанга (основано през 1625 г.), Жданиха и Новорибная.

## Стопанско значение
В басейна на реката се намират залежи на нефт, газ и въглища. Развит е риболовът (рипус, омул и др.) и еленовъдството. Реката е плавателна по цялото си протежение до сливането на Хета и Котуй. Навигацията е възможна в продължение на около три месеца. Важно пристанище е село Хатанга, до което достигат и морски кораби.
В басейна на реката се намира кратерът Попигай, за когото се предполага, че е огромно находище на диаманти. В долното течение на реката се намира Таймирския резерват.